# Rychlobruslení na Zimních olympijských hrách 2014
Závody v rychlobruslení se na Zimních olympijských hrách 2014 v Soči uskutečnily ve dnech 8.–22. února 2014 v hale Adler-Arena.

## Přehled
V Soči bylo na programu celkem 12 závodů, šest pro muže a šest pro ženy. Muži startovali na tratích 500 m, 1000 m, 1500 m, 5000 m a 10 000 m a ve stíhacím závodě družstev, ženy na tratích 500 m, 1000 m, 1500 m, 3000 m a 5000 m a ve stíhacím závodě družstev.

## Medailové pořadí zemí
| Pořadí  | Země              | Zlato | Stříbro | Bronz | Celkově |
| ------- | ----------------- | ----- | ------- | ----- | ------- |
| 1.      | Nizozemsko (NED)  | 8     | 7       | 8     | 23      |
| 2.      | Polsko (POL)      | 1     | 1       | 1     | 3       |
| 3.      | Česko (CZE)       | 1     | 1       | 0     | 2       |
| 3.      | Jižní Korea (KOR) | 1     | 1       | 0     | 2       |
| 5.      | Čína (CHN)        | 1     | 0       | 0     | 1       |
| 6.      | Rusko (RUS)       | 0     | 1       | 2     | 3       |
| 7.      | Kanada (CAN)      | 0     | 1       | 1     | 2       |
| Celkově | Celkově           | 12    | 12      | 12    | 36      |

## Medailisté

### Muži

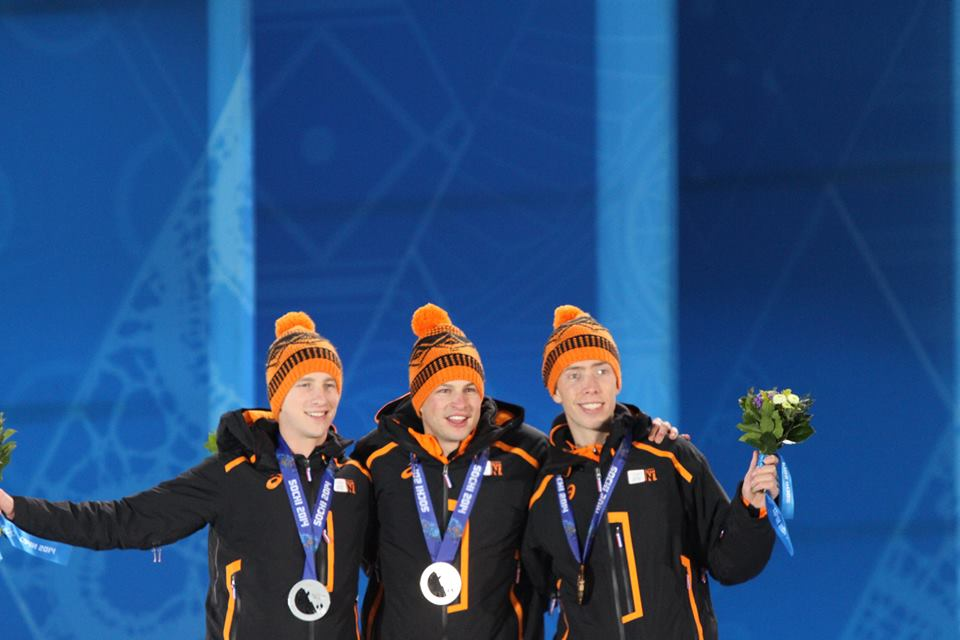
Tři nizozemští medailisté ze závodu na 5000 m mužů, zleva Jan Blokhuijsen, Sven Kramer a Jorrit Bergsma

| Závod                  | Zlato                                                           | Zlato         | Stříbro                                                       | Stříbro  | Bronz                                                                | Bronz    |
| ---------------------- | --------------------------------------------------------------- | ------------- | ------------------------------------------------------------- | -------- | -------------------------------------------------------------------- | -------- |
| 500 metrů              | Michel Mulder · Nizozemsko (NED)                                | 69,31         | Jan Smeekens · Nizozemsko (NED)                               | 69,32    | Ronald Mulder · Nizozemsko (NED)                                     | 69,46    |
| 1000 metrů             | Stefan Groothuis · Nizozemsko (NED)                             | 1:08,39       | Denny Morrison · Kanada (CAN)                                 | 1:08,43  | Michel Mulder · Nizozemsko (NED)                                     | 1:08,74  |
| 1500 metrů             | Zbigniew Bródka · Polsko (POL)                                  | 1:45,006      | Koen Verweij · Nizozemsko (NED)                               | 1:45,009 | Denny Morrison · Kanada (CAN)                                        | 1:45,22  |
| 5000 metrů             | Sven Kramer · Nizozemsko (NED)                                  | 6:10,76 (OR)  | Jan Blokhuijsen · Nizozemsko (NED)                            | 6:15,71  | Jorrit Bergsma · Nizozemsko (NED)                                    | 6:16,66  |
| 10 000 metrů           | Jorrit Bergsma · Nizozemsko (NED)                               | 12:44,45 (OR) | Sven Kramer · Nizozemsko (NED)                                | 12:49,02 | Bob de Jong · Nizozemsko (NED)                                       | 13:07,19 |
| stíhací závod družstev | Nizozemsko (NED) · Jan Blokhuijsen · Sven Kramer · Koen Verweij | 3:37,71 (OR)  | Jižní Korea (KOR) · Ču Hjong-čun · Kim Čchol-min · I Sung-hun | 3:40,85  | Polsko (POL) · Zbigniew Bródka · Konrad Niedźwiedzki · Jan Szymański | 3:41,94  |

### Ženy

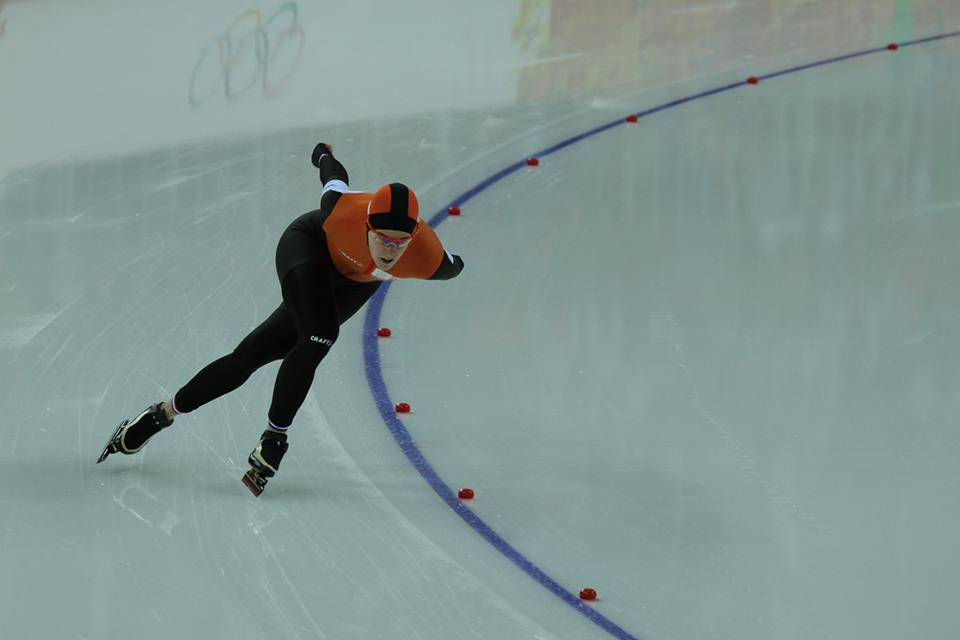
Ireen Wüstová v olympijském závodě na 3000 m

| Závod                  | Zlato                                                                                           | Zlato        | Stříbro | Stříbro | Bronz                                                                                         | Bronz   |
| ---------------------- | ----------------------------------------------------------------------------------------------- | ------------ | --- | ------- | --------------------------------------------------------------------------------------------- | ------- |
| 500 metrů              | I Sang-hwa · Jižní Korea (KOR)                                                                  | 74,70 (OR)   | Olga Fatkulinová · Rusko (RUS)                                                                                | 75,06   | Margot Boerová · Nizozemsko (NED)                                                             | 75,48   |
| 1000 metrů             | Čang Chung · Čína (CHN)                                                                         | 1:14,02      | Ireen Wüstová · Nizozemsko (NED)                                                                              | 1:14,69 | Margot Boerová · Nizozemsko (NED)                                                             | 1:14,90 |
| 1500 metrů             | Jorien ter Morsová · Nizozemsko (NED)                                                           | 1:53,51 (OR) | Ireen Wüstová · Nizozemsko (NED)                                                                              | 1:54,09 | Lotte van Beeková · Nizozemsko (NED)                                                          | 1:54,54 |
| 3000 metrů             | Ireen Wüstová · Nizozemsko (NED)                                                                | 4:00,34      | Martina Sáblíková · Česko (CZE)                                                                               | 4:01,95 | Olga Grafová · Rusko (RUS)                                                                    | 4:03,47 |
| 5000 metrů             | Martina Sáblíková · Česko (CZE)                                                                 | 6:51,54      | Ireen Wüstová · Nizozemsko (NED)                                                                              | 6:54,28 | Carien Kleibeukerová · Nizozemsko (NED)                                                       | 6:55,66 |
| stíhací závod družstev | Nizozemsko (NED) · Lotte van Beeková* · Marrit Leenstraová · Jorien ter Morsová · Ireen Wüstová | 2:58,05 (OR) | Polsko (POL) · Katarzyna Bachledová-Curuśová · Natalia Czerwonková* · Katarzyna Woźniaková · Luiza Złotkowská | 3:05,55 | Rusko (RUS) · Olga Grafová · Jekatěrina Lobyševová · Julija Skokovová · Jekatěrina Šichovová* | 2:59,73 |

* Závodnice, které se nezúčastnily finálových jízd.

## Program
Program podle oficiálních stránek:
| Den    | Datum          | Zahájení (UTC+4) | Zahájení (SEČ) | Závod                       | Fáze                     |
| ------ | -------------- | ---------------- | -------------- | --------------------------- | ------------------------ |
| den 2  | 8. února 2014  | 15:30            | 12:30          | 5000 m muži                 | 5000 m muži              |
| den 3  | 9. února 2014  | 15:30            | 12:30          | 3000 m ženy                 | 3000 m ženy              |
| den 4  | 10. února 2014 | 17:00            | 14:00          | 500 m muži                  | 500 m muži               |
| den 5  | 11. února 2014 | 16:45            | 13:45          | 500 m ženy                  | 500 m ženy               |
| den 6  | 12. února 2014 | 18:00            | 15:00          | 1000 m muži                 | 1000 m muži              |
| den 7  | 13. února 2014 | 18:00            | 15:00          | 1000 m ženy                 | 1000 m ženy              |
| den 9  | 15. února 2014 | 17:30            | 14:30          | 1500 m muži                 | 1500 m muži              |
| den 10 | 16. února 2014 | 18:00            | 15:00          | 1500 m ženy                 | 1500 m ženy              |
| den 12 | 18. února 2014 | 17:00            | 14:00          | 10 000 m muži               | 10 000 m muži            |
| den 13 | 19. února 2014 | 17:30            | 14:30          | 5000 m ženy                 | 5000 m ženy              |
| den 15 | 21. února 2014 | 17:30            | 14:30          | stíhací závod družstev muži | čtvrtfinále a semifinále |
| den 15 | 21. února 2014 | 17:30            | 14:30          | stíhací závod družstev ženy | čtvrtfinále              |
| den 16 | 22. února 2014 | 17:30            | 14:30          | stíhací závod družstev muži | finále                   |
| den 16 | 22. února 2014 | 17:30            | 14:30          | stíhací závod družstev ženy | semifinále a finále      |

## Kvalifikační časy
Kvalifikační časy na závody ZOH 2014 podle Mezinárodní bruslařské unie:
| Závod    | Muži                           | Ženy                          |
| -------- | ------------------------------ | ----------------------------- |
| 500 m    | 35,90                          | 39,50                         |
| 1000 m   | 1:10,80                        | 1:18,50                       |
| 1500 m   | 1:48,50                        | 2:00,00                       |
| 3000 m   | —                              | 4:15,50                       |
| 5000 m   | 6:33,00                        | 7:20,00 nebo 4:10,00 (3000 m) |
| 10 000 m | 13:30,00 nebo 6:28,00 (5000 m) | —                             |

## Zúčastněné země
V rychlobruslařských soutěžích startovalo 182 závodníků z 23 zemí:
- Austrálie (1)
- Belgie (2)
- Česko (2)
- Čína (10)
- Finsko (3)
- Francie (3)
- Itálie (6)
- Japonsko (17)
- Jižní Korea (18)
- Kanada (17)
- Kazachstán (6)
- Lotyšsko (1)
- Maďarsko (1)
- Německo (14)
- Nizozemsko (20)
- Norsko (9)
- Nový Zéland (1)
- Polsko (10)
- Rakousko (2)
- Rusko (20)
- Spojené státy americké (17)
- Švédsko (1)
- Tchaj-wan (1)

### Česká výprava
Českou výpravu vedl trenér Petr Novák a tvořily ji dvě ženy:
- Karolína Erbanová – 500 m (10. místo), 1000 m (10. místo), 1500 m (13. místo)
- Martina Sáblíková – 3000 m (stříbro), 5000 m (zlato)